# Coluber manseri
Coluber manseri är en ormart som beskrevs av Leviton 1986. Coluber manseri ingår i släktet Coluber och familjen snokar.
Populationens utbredningsområde är Saudiarabien. Inga underarter finns listade i Catalogue of Life.
Enligt Reptile Database är Coluber manseri ett synonym till Platyceps variabilis.